# Sofia Bozhanova
Sofia Bozhanova (Bulgaria, 4 de octubre de 1967) es una atleta búlgara retirada especializada en la prueba de triple salto, en la que consiguió ser medallista de bronce europea en pista cubierta en 1994.

## Carrera deportiva
En el Campeonato Europeo de Atletismo en Pista Cubierta de 1994 ganó la medalla de bronce en el triple salto, con un salto de 14.52 metros, tras las saltadoras rusas Inna Lasovskaya (oro con 14.88 metros) y Anna Biryukova.